# نظرية كوس

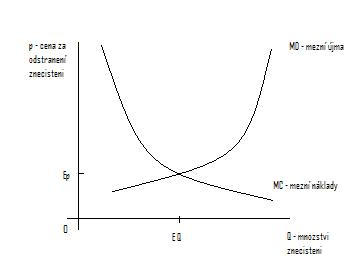

في القانون والاقتصاد، تصف نظرية كوس (بالإنجليزية: Coase theorem) الكفاءة الاقتصادية من تخصيص الاقتصاد أو نتيجة في وجود عوامل خارجية. تنص النظرية على أنه إذا كان من الممكن التجارة في الخارج وكان هناك تكاليف معاملات منخفضة بما فيه الكفاية، فإن المساومة ستؤدي إلى نتيجة أمثلية باريتو بغض النظر عن التخصيص الأولي للملكية. من الناحية العملية، يمكن أن تحول العوائق التي تحول دون المساومة أو حقوق الملكية غير المحددة بشكل جيد دون مساومة كوسية. تُنسب هذه «النظرية» عادةً إلى الحائز علىجائزة نوبل التذكارية في العلوم الاقتصادية رونالد كوس خلال فترة عمله في كلية لندن للاقتصاد، جامعة ولاية نيويورك في بوفالو، جامعة فيرجينيا، وجامعة شيكاغو.
في كتاباته اللاحقة، عبر كوس عن إحباطه من أن نظريته غالبًا ما يُساء فهمها. على الرغم من أن البعض استخدموا تحليل كوس للقول أنه نظرًا لأن تكاليف المعاملات لا تكون صفرًا أبدًا، فمن المناسب دائمًا أن تتدخل الحكومة وتنظمها، يعتقد كوس أن الاقتصاديين والسياسيين «يميلون إلى المبالغة في تقدير المزايا التي تأتي من التنظيم الحكومي». فهم البعض خطأً النظرية على أنها تعني أن الأسواق ستحقق دائمًا نتائج فعالة عندما كانت تكاليف المعاملات منخفضة، في حين كانت وجهة نظره هي العكس تمامًا: لأن تكاليف المعاملات لا تكون صفرًا أبدًا، لا يمكن افتراض أن أي ترتيب مؤسسي سيكون بالضرورة أن تكون فعالة. لذلك، جادل كواس أنه من المهم دائمًا مقارنة الترتيبات المؤسسية البديلة لمعرفة أيها سيكون أقرب إلى «المثل الأعلى الذي لا يمكن تحقيقه في العالم (الأسطوري) بتكلفة صفرية للمعاملات».